# Damernes Ridder
Damernes Ridder er en dansk stumfilm fra 1918, der er instrueret af Lau Lauritzen Sr. efter manuskript af Arnold Jensen.

## Handling
Denne artikel mangler et handlingsreferat. Hjælp os med at skrive det.

## Medvirkende
- Carl Schenstrøm - Grosserer Fjong
- Agnes Andersen - Fru Fjong
- Olga Svendsen - Mette, Fjongs datter
- Oscar Stribolt - Dolle, handelsmand
- Lauritz Olsen - En nærgående herre